# Viridasius
Viridasius fasciatus es una especie de arañas araneomorfas de la familia Ctenidae. Es la única especie del género monotípico Viridasius.  Es nativa de Madagascar.